# بيشتجويية (كيسكان)
بیشتجوییة (بالفارسية: پشتجوییه) هي مستوطنة تقع في إيران في قسم كيسكان الريفي. يقدر عدد سكانها بـ 141 نسمة بحسب إحصاء 2016.